# Sân bay Roxas
Sân bay Roxas (tiếng Filipin: Paliparan ng Roxas, tiếng Hiligaynon: Hulugpaan sang Roxas) (IATA: RXS, ICAO: RPVR) là một sân bay phục vụ vùng Thành phố Roxas, tỉnh lỵ tỉnh Capiz, Philippines. Đây là sân bay thương mại lớn theo xếp hạng của Cục Giao thông hàng không, một cục thuộc Bộ Giao thông Vận tải.

## Các hãng hàng không và các tuyến điểm
Các hãng hàng không sau đang hoạt động tại sân bay này:
- Cebu Pacific (Manila)
- Philippine Airlines (Manila)